# Триборид дирутения
Триборид дирутения — бинарное неорганическое соединение
рутения и бора
с формулой Ru2B3,
кристаллы.

## Получение
- Сплавление стехиометрических количеств чистых веществ:

{\displaystyle {\mathsf {2Ru+3B\ {\xrightarrow {1550^{o}C}}\ Ru_{2}B_{3}}}}

## Физические свойства
Триборид дирутения образует кристаллы
гексагональной сингонии, пространственная группа P 63/mmc, параметры ячейки a = 0,29051 нм, c = 1,28125 нм, Z = 2
.
Соединение конгруэнтно плавится при температуре ≈1550°С.